# Oreodera albilatera
Oreodera albilatera är en skalbaggsart som beskrevs av Martins och Monné 1993. Oreodera albilatera ingår i släktet Oreodera och familjen långhorningar.
Artens utbredningsområde är Panama. Inga underarter finns listade i Catalogue of Life.